# Held og lykke, Charlie!
Held og lykke, Charlie! (originaltitel: Good Luck Charlie) er en amerikansk komedieserie som sendes på Disney Channel. Serien handler om familien Duncan som lever i den Amerikanske by Denver. Seriens hovedperson er Teddy Duncan (spillet af Bridgit Mendler) som i hver episode laver en videodagbog til hendes lillesøster Charlie, for at forberede hende på hvad der venter hende når hun bliver teenager / ældre, når Teddy bliver ældre og skal på Yale laver Teddy den sidste dagbog og hende og eks-kæresten Spencer finder sammen igen, og Teddy tager på Yale.

## Afsnit
| Sæson | Sæson | Afsnit | Oprindelig sendt | Oprindelig sendt  |
| Sæson | Sæson | Afsnit | Start            | Slut              |
| ----- | ----- | ------ | ---------------- | ----------------- |
|       | 1     | 26     | 4. april 2010    | 30. januar 2011   |
|       | 2     | 30     | 20. februar 2011 | 27. november 2011 |
|       | Film  | Film   | 2. december 2011 | 2. december 2011  |
|       | 3     | 21     | 6. maj 2012      | 20. januar 2013   |
|       | 4     | 30     | 28. april 2013   | 16. februar 2014  |

## Personer
- Teddy DuncanTeddy R.[1] Duncan (Bridgit Mendler) er Charlies eneste søster, og den næstældste af Duncan-børnene, og den mest ansvarlige. I serien følger man både Teddys kærlighedsliv og hendes forhold til familien. Teddy er en teenagepige der altid passer sin skole, og hun elsker sin lillesøster Charlie over alt på jorden.
- PJ (Jason Dolley) er storebror, og den ældste af Duncan-børnene, dog ikke særlig moden. PJ og hans søster Teddy skændes ofte, men elsker hinanden meget højt. PJ arbejder som udbringer ved den fiktive fastfoodrestaurant ved navn Kykkeliky. Man ser ham ofte hænge ud med sin lillebror Gabe.
- Gabe (Bradley Steven Perry) er den mellemste af Duncan-børnene. Han er klog af sin alder, men er dog stadig en mester i at lave ballade. Gabe var den i familien der var mindst glad, da hans lillesøster Charlie kom til familien, og han dermed ikke var den yngste længere.
- Charlie (Mia Talerico) er hende serien er opkaldt efter. I serien følger man Charlie fra da hun var helt lille, til hun ligeså roligt er blevet lidt ældre, igennem seriens sæsoner. Charlie er elsket af alle undtagen sin storebror Gabe, som blev jaloux da Charlie blev født. Han er dog begyndt at elske Charlie, ligesom alle de andre.
- Amy (Leigh-Allyn Baker) er mor, og gift med Bob Duncan. Hun er den mest egoistiske af dem alle i familien, og elsker at være midtpunkt. Amy arbejder som sygeplejeske, og er mor til 5.
- Bob (Eric Allan Kramer) er far, og gift med Amy Duncan. Han er meget stolt af sit job som skadedyrsbekæmper hos sit ejet firma ved navn Bob's farvel til kryb.
- Toby (Logan Moreau) er det femte og yngste af Duncan-børnene. Han blev først født i sæson 3.

### Danske stemmer
Teddy Duncan : Tine midtgaard
Pj Duncan : Christoffer Skov
Gabe Duncan : Tobias Staugaard
Amy B. Duncan : Pernille Schrøder
Bob Duncan : Morten Staugaard